# Милосав Куртович
Милосав Куртович (на сръбски: Милосав Куртовић или Milosav Kurtović) e сръбски дипломат, деец на сръбската пропаганда в Македония.

## Биография
Куртович е роден в на 10 януари 1856 година в Шабац, Сърбия. Занимава се с коневъдство и е един от основателите на Ездаческото дружество. Редактира вестника „Сръбски витез“ и се опитва да основе политическата партия Селско съгласие (Селячка слога).
Започва дипломатическа кариера в сръбското външно министерство и става секретар на посолството в Берлин, Германия. В 1888 година става секретар на икономическото министерство. Между 1898 и 1899 година e сръбски консул в Скопие, Османската империя. В 1899 година става контрольор във военното министерство. Няколко месеца в началото на следната 1900 година е сръбски консул в Триест, Австро-Унгария. На 16 октомври се връща в Скопие като консул, където остава до 10 юли 1903 година.
Умира в Баня Ковиляча в 1913 година.